# Вершник без голови (роман)
«Вершник без голови» (англ. The Headless Horseman) — популярний пригодницький роман Майн Ріда. Менш відома назва твору «Дивовижна техаська історія» (англ. A Strange Tale of Texas).

## Сюжет
Дія роману відбувається в п'ятдесятих роках XIX століття в прикордонних районах штату Техас. Багатий плантатор Вудлі Пойндекстер зі своєю родиною, що складається із сина, дочки і племінника, переїжджає зі штату Луїзіана у свій новий будинок, гасієнду Каса-дель-Корво.
Заблукавши на випаленій рівнині, що опинилася на шляху до їх нової гасієнди, сім'я Пойндекстерів знайомиться з Морісом Джеральдом, мустангером, що живе недалеко від військового форту Індж, але є уродженцем північної Ірландії. Моріс відразу ж справив враження на всіх членів сім'ї, але на кожного — своє. Гордий Вудлі поставився до свого рятівника з повагою, його син Генрі майже відразу полюбив його братньою любов'ю, сестра молодого плантатора Луїза відразу полюбила мустангера, навіть незважаючи на його скромний соціальний статус.
Племінник старого Пойндекстера, відставний капітан Кассій Колхаун в ту ж мить зненавидів нового героя, почасти через те, що хотів сам одружитися з Луїзою, а почасти через своє боягузтво і зарозумілість.
Незабаром після того, як Пойндекстери влаштувалися в Каса-дель-Корво, плантатор влаштовує великий прийом, присвячений вдалому переїзду і більш близького знайомству з елітою Техаса. На цьому прийомі присутній і Моріс Джеральд, який згодився доставити сім'ї плантатора два десятки диких коней. За ірландським звичаєм, він дарує рідкісну, плямисту лошицю, дочці плантатора, чим ще сильніше розпалює любов в її серці і ненависть в душі її кузена. Тепер той вже твердо вирішує прибрати молодого мустангера зі свого шляху. Побачивши що Луїза ще більше закохалась в Моріса Джеральда, він вирішує піти напитись в барі селища, який утворився біля форту Індж. В барі він зустрічає Моріса Мустангера(так місцеві називали Моріса Джеральда). Вирішивши не стримувати свої емоції він, п'яний, виголошує тост: «Хай живе Америка для американців, і хай згинуть усякі зайди, а надто ірландці!». Після виголошення тосту він нібито ненароком штовхає ірландця, той відповідає йому тим же. Виникла сварка швидко переросла в дуель. Колхаун явно недооцінив свого супротивника, чим і поплатився, залишившись живим лише завдяки великодушності Моріса. Таким чином, перемігши в цій сутичці, мустангер завоював повагу місцевих жителів і офіцерів форту, а також змусив відставного капітана панічно боятися його.
Колхаун не відступає від свого плану вбити Моріса, але вже не своїми руками, а доручивши цю справу іншому мустангеру, бандиту Мігелю Діасу. Діас, дізнавшись, що індіанці вийшли на стежку війни (це полегшувало йому роботу), з радістю погоджується на цю справу (звісно не безкоштовно, Колхаун обіцяє йому 1000 доларів).
В цей же час, після одужання Моріса (Моріс отримав серйозні поранення, і кілька тижнів пролежав у ліжку), вони з Луїзою почали таємно листуватися за допомогою «повітряної пошти» (листи вони прив'язували до стріл), а після, не витримавши довгої розлуки, зустрічатися в саду Каса-дель-Корво. Колхаун застає Моріса і Луїзу в саду і підмовляє брата Луїзи на те, щоб той убив мустангера. Почасти завдяки заступництву Луїзи, почасти через розсудливість Генрі, Морісу вдається піти неушкодженим. Молодий Пойндекстер ж, вислухавши сестру, вирішує, що вчинив нерозумно і збирається наздогнати Джеральда і вибачитися перед ним. Вночі він виїжджає навздогін за мустангером. Слідом за Генрі виїжджає і його кузен Кассій, його почуття ревнощів до Луїзи переборює почуття страху до Моріса і він, знаючи, що Моріс завтра поїде в Ірландію, вирішує вбити його цієї ночі.

## Персонажі
- Моріс Джеральд — головний герой, мустангер.
- Луїза Пойндекстер — кохана Моріса.
- Вудлі Пойндекстер — батько Луїзи, збіднілий плантатор.
- Кассій Колхаун — племінник Вудлі, відставний капітан, «кохає» Луїзу, застрелився на фінальному суді.
- Генрі Пойндекстер — брат Луїзи, застрелений Колхауном.
- Зебулон Стамп — старий(50-ти річний) мисливець, друг Моріса.
- Мігель Діас — мексиканець по кличці «Ель-Койот», вбивця Ісідори.
- Ісідора Коварубіо де Лос-Льянос — мексиканка, закохана в Моріса.
- Майор Рінгвуд — військовий, комендант форту Індж.
- Спенглер — слідопит, брав участь у пошуках Генрі Пойндекстера.
- Плутон — чорношкірий раб, стайничий.
- Фелім О'Нійл — ірландець, слуга Моріса.
- Тара — собака Моріса, врятувала його від койотів.
- Сем Менлі — лідер «регуляторів», єдиний з них, хто повірив в невинність Моріса.
- Вершники;«регулятори»; суддя; присяжні; прокурор; адвокати; чорношкірі раби.

## Екранізації
- Вершник без голови (фільм, 1973)

## Видання українською
- М.Рід. Вершник без голови. К.: Веселка, 1993. 544 с. У перекладі Володимира Митрофанова. Посилання